# Чхаїдзе Сергій Алістратович
Сергій Алістратович Чхаїдзе (груз. სერგო ჩხაიძე — Серго Чхаїдзе; 23 грудня 1919, Акеті — 26 березня 1971, Махарадзе) — радянський (грузинський) військовик, піхотинець, старший сержант. Герой Радянського Союзу (1945). У роки німецько-радянської війни відзначився у боях за Сапун-гору.

## Біографія

### Ранні роки
Народився в селі Акеті (нині Квемо-Акеті, Ланчхутський муніципалітет) у Грузії в родині службовця.
Мав середню освіту. До війни працював актором у театрі міста Махарадзе.

### Друга світова війна
Став до лав Червоної армії у червні 1941 року. З серпня 1942 брав участь у бойових діях Другої світової війни. Був помічником командира 1375-го стрілецького полку 414-ї стрілецької дивізії Приморської армії Четвертого Українського фронту.
У 1944 році вступив до ВКП (б).
Брав участь у Кримській операції 1944 року, зокрема, у взятті Керчі, Феодосії, Сімферополя і Севастополя. Протягом цієї операції Чхаїдзе вбив 44 солдат і офіцерів країн Осі.
Відзначився у бою на підступах до Севастополя 7—9 травня 1944 року. На ділянці, за яке відповідало його відділення, Чхаїдзе помітив нову кулеметну точку супротивника. Точними пострілами Чхаїдзе вбив одного стрільця-кулеметника та поранив іншого, пробрався в розпорядження супротивника та захопив кулемет з боєприпасами.
У боях за Сапун-гору після загибелі командира взяв на себе командування штурмовою групою. Попри поранення, продовжував атаку, гранатами придушив ДЗОТ, першим увійшов у траншею противника та знищив тринадцять німецьких військових.
Під командуванням Чхаїдзе штурмова група знищила 145 солдатів і офіцерів та взяла в полон ще 29, знищила 5 станкових і 4 ручних кулемети, захопила 12 мінометів, 10 артилерійських гармат, 3 склади з боєприпасами, автомати і гвинтівки.
24 березня 1945 указом Президії Верховної Ради СРСР Сергію Чхаїдзе присвоєне звання Героя Радянського Союзу з формулюванням «за мужність, відвагу та героїзм, проявлені в боротьбі з німецько-фашистськими загарбниками» (рос. «за мужество, отвагу и героизм, проявленные в борьбе с немецко-фашистскими захватчиками»).

### Післявоєнні роки
Після завершення війни був демобілізований, повернувся до міста Махарадзе.
Став головою колгоспу в селі Баїлеті Махарадзевського району. На честь дружби з українцем, Героєм Соціалістичної Праці Григорієм Легуновим, з яким вони побраталися в боях на Сапун-горі, назвав свій колгосп «Україна». Очолюючи колгосп, підтримував дружні зв'язки з колгоспом «Грузія» з села Чонгара Генічеського району, головою якого був Легунов.
Помер 26 березня 1971 року.

## Вшанування
Нагороджений медаллю «Золота Зірка» № 3711 (Герой Радянського Союзу), орденами Леніна, Слави 3-го ступеня, медалями.
На честь Чхаїдзе названа школа у місті Ланчхуті.
У Чонгарі Генічеського району встановлено погруддя Серго Чхаїдзе та одна з вулиць названа його ім'ям.